# 탁류
〈탁류〉(濁流)는 1937년 10월 12일부터 1938년 5월 17일까지 《조선일보》에 연재한 채만식의 장편 소설이다. 내용은 여주인공 초봉(初鳳)의 유전하는 기구한 운명을 통하여 풍자적인 수법으로 세속적인 인정 세태를 그린 작품이며, 시대 현실을 분석하고 비판하려는 데 주제를 두고 시정(市井)적인 풍속 세태의 분해 과정을 그려 박태원의 장편 〈천변풍경〉과 함께 대표적인 세태소설을 이루며 그 비판적인 사실주의는 문학사적으로 높게 평가되고 있다.

## 줄거리
하루하루 곤궁하게 살아가던 초봉(初鳳)네 가족. 미두(米豆)에 빠진 아버지 정 주사(丁主事) 때문에 생활이 나아질 기미는 도통 뵈지 않고 날로 빚만 쌓여간다. 초봉은 약국 제중당(濟衆堂)에서 일하며 셋방살이를 하는 남승재(南勝在)와 사랑에 빠지지만, 초봉을 주면 빚을 갚고 작은 가게까지 차리고도 남을 돈을 주겠다는 부패한 은행원 고태수(高泰洙)의 제안을 승낙한 정 주사는 초봉과 태수를 결혼시킨다. 그러나 태수는 신혼 열흘 만에 불륜을 들켜 죽고, 태수의 친구 장형보(張亨甫)는 그 틈을 타 초봉을 겁탈한다. 군산을 무작정 도망쳐 나온 초봉은 전에 일했던 제중당의 약제사 박제호(朴濟浩)를 만나나, 제호의 꾐에 넘어가 첩이 되고 만다. 초봉은 그 와중에 딸 송희(松姬)를 낳고 애지중지 키우는데, 그러던 어느 날 형보가 제호와 초봉을 찾아와 갈리게 한다. 누이동생 계봉(桂鳳)을 데려와 형보와 살던 초봉은 형보의 의증과 집착, 끝없는 성관계 요구에 나날이 피폐해져만 가다가, 형보가 송희를 괴롭히자 형보를 때려 죽인다. 형보가 죽은 뒤 자기도 죽으려던 초봉은 때마침 집에 돌아온 승재와 계봉의 설득에 자수하기로 한다.